# Люлео (община)
Община Люлео (на шведски: Luleå kommun) е разположена в лен Норботен, северна Швеция с обща площ 2250 km2 и население 75 383 души (към 31 декември 2013). Административен център на община Люлео е едноименния град Люлео.